# Sierra de Gata
|  | Per a altres significats, vegeu «Sierra de Gata (comarca)». |

La Sierra de Gata és una de les serres que componen el Sistema Central. Els seus cims marquen el límit entre les províncies de Càceres al sud (comarca de la Sierra de Gata) i Salamanca al nord (comarques del Rebollar i Los Agadones). Per l'oest limita amb la Serra de la Malcata a la frontera amb Portugal. Per l'est limita amb la Sierra de Francia, la separació entre ambdues serres podria ser la vall formada pel riu Hurdano. La Sierra de Gata forma una separació natural de la submeseta sur i la sub-meseta nord.
Els seus cims més alts són d'oest a est: 
- El Espinazo 1.330 m
- Jálama 1.493 m
- Jañona 1.367 m
- Bolla Chica 1.408 m
- Bolla 1.519 m
- Arrobuey 1.412 m
- La Corredera 1.456 m
- Peña Canchera 1.592 m

Aquests cims són creuats per diversos ports de muntanya, que són el pas natural entre ambdós altiplans: Puerto Viejo 1.100 m, Puerto de San Martín (Puerto de Santa Clara) 1.020 m, Puerto de Perales 910 m, Puerto Nuevo 950 m.
El pendent més pronunciat d'aquests ports és a la cara sud, ja que l'altitud mitjana del vessant nord és més elevada, al voltant de 800 m, el que fa que el descens cap al nord sigui més suau.
Els rius més destacables són, al vessant nord, (conca del Duero) el riu Águeda. Els rierols que van cap al nord són tots afluents de l'Águeda. Al vessant sud (conca del Tajo) hi ha el riu Erjas i els rierols afluents del riu Alagón, entre els quals destaca el riu Árrago.